# The Hindu

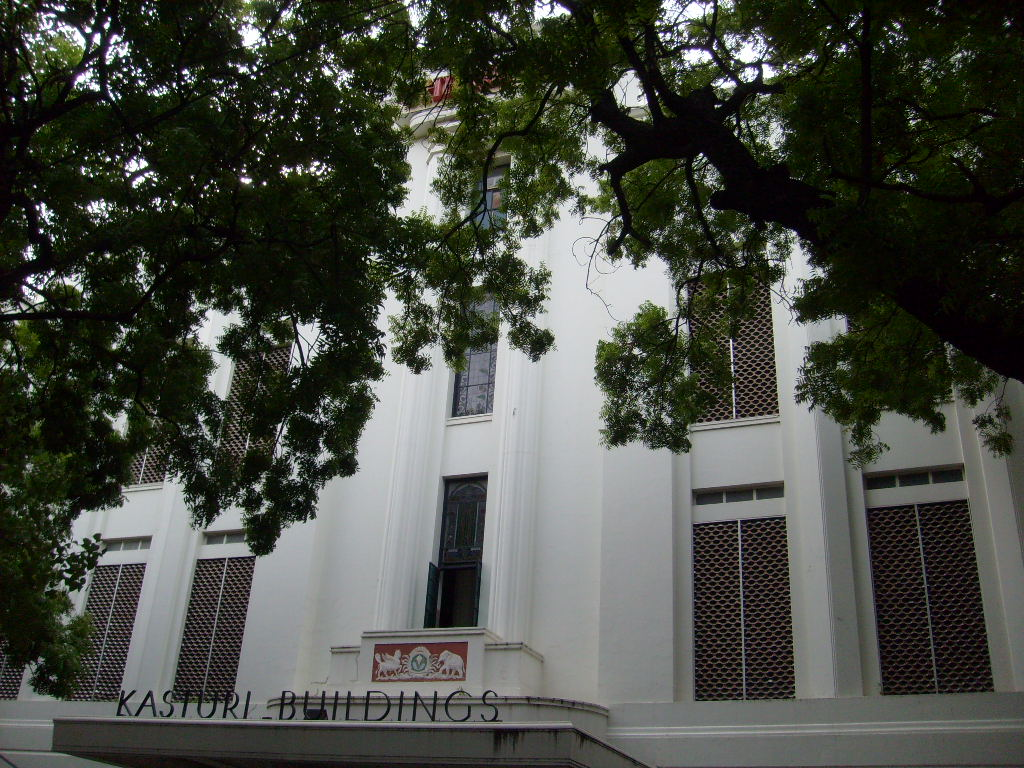
Hoofdkantoor van The Hindu in Chennai

The Hindu is een Engelstalige krant die uitkomt in India. Met 2,24 miljoen lezers (vierde kwartaal 2011) is het de op twee na grootste krant in die taal in het land, in het zuiden van India is het de meestgelezen krant. Het blad is gevestigd in Chennai en is eigendom van Kasturi & Sons (The Hindu Group), die bijvoorbeeld ook het tweewekelijkse opiniemagazine Frontline uitgeeft. De broadsheet komt 's ochtends uit in zeventien edities: in Chennai, Coimbatore, Bangalore, Hyderabad, Madurai, Noida, Visakhapatnam, Thiruvanathapuram, Kochi, Vijayawada, Mangalore, Tiruchirapalli, Kolkata, Hubli, Mohali, Allahabad en Kozhikode. De hoofdredacteur is Siddarth Varadarajan.

## Geschiedenis
Het blad werd op 20 september 1878 opgericht als een weekblad door vier rechtenstudenten en werd geleid door twee leraren, later de hoofdredacteur en directeur. De eerste oplage was tachtig exemplaren. Het was toen een van de vele kranten en bladen die waren opgericht om te protesteren tegen het discriminerende beleid van de Britse koloniale regering, die overigens wel door de (liberale) krant werd gesteund. Vanaf 1883 verscheen het blad drie keer per week, in 1889 werd het een dagelijks verschijnende avondkrant. In 1892 kreeg het dankzij een schenking van de maharaja van Vizianagaram, een eigen gebouw, van waaruit het tot 1939 zou opereren. Na een neergang van het blad, waarbij de oplage zelfs daalde tot 800 kranten, verkocht de toenmalige eigenaar The Hindu aan de advocaat en raadgever van het blad, Kasturi Ranga Iyengar. Eind jaren tachtig van de 20ste eeuw werden leden van de familie Kasturi de eigenaar. De ideologie van de krant is in de loop der jaren veranderd in een links perspectief. Het is een kwaliteitskrant: in 1965 rekende The Times het tot de tien beste kranten ter wereld.